# Gli amanti del Pont-Neuf
Gli amanti del Pont-Neuf (Les Amants du Pont-Neuf) è un film del 1991 scritto e diretto da Leos Carax, famoso per la travagliata lavorazione e le altissime spese di produzione che lo resero a suo tempo il film più costoso del cinema francese.

## Trama
Sul Pont-Neuf, il ponte più antico di Parigi, Alex, un clochard e artista di strada, e Michèle, una fuggiasca studentessa d'arte con un occhio bendato a causa di una malattia, vivono una tormentata storia d'amore. A far da testimone alla loro relazione e a fornirli di sedativi e medicinali c'è Hans, un anziano barbone che, come loro, vive e dorme sul ponte. Michèle e Alex si arrangiano come possono per tirare avanti e sopportare il dolore della loro condizione, tra sbronze giornaliere, furti e bravate occasionali; il graduale peggioramento della malattia e il conseguente calo della vista renderanno Michèle strettamente dipendente da Alex.
Il giorno che viene trovata la cura per la sua malattia, la famiglia di Michèle affigge in giro per Parigi manifesti per farla tornare a casa, ma Alex, per paura di perderla, li brucia tutti, arrivando anche a uccidere per sbaglio uno degli affissori. Alex viene incarcerato, mentre Michèle torna a casa. Il loro incontro avviene qualche anno dopo, sul Pont-Neuf, adesso totalmente ristrutturato e frequentatissimo, non più in rovina come una volta; ormai tutto sembra cambiato, i tempi in cui vivevano lì sono finiti, la stessa Michèle ha curato totalmente la malattia e ora ha ripreso a vivere come faceva prima di fuggire. Solo Alex è rimasto lo stesso ma, almeno per la notte in cui si sono rincontrati, riuscirà a coinvolgere Michèle in un'ultima appassionante avventura insieme.

## Produzione
Carax ottenne l'autorizzazione da parte del sindaco di Parigi per poter utilizzare il vero Pont-Neuf dal 28 luglio al 18 agosto 1989, ma un brutto infortunio al ginocchio occorso al protagonista Denis Lavant non permise al regista di terminare le riprese in tempo per la scadenza prefissata. Venne così stanziato un nuovo sostanzioso budget che fece lievitare i costi fino a 30 milioni di franchi, finalizzato alla costruzione di una nuova versione del ponte, con le riprese che vennero spostate da Parigi a Lansargues (nel sud della Francia). Ma altri ritardi e la parziale distruzione del set fecero aumentare vertiginosamente le spese di produzione, che si aggiravano, intorno all'ottobre del 1989, sui 70 milioni di franchi.
Le riprese vennero interrotte dall'ottobre '89 al giugno 1990 in quanto troppo dispendiose e furono terminate soltanto il 22 dicembre del 1990, grazie al sostegno economico del produttore Christian Fechner. Il film fu presentato al Festival di Cannes 1991 per poi essere distribuito in Francia a partire dal 16 ottobre 1991, piazzandosi però soltanto al 34º posto nella classifica degli incassi del 1991.

## Critica
- «Carax è l'alfiere del nuovo cinema visionario francese. Dopo Rosso sangue torna e gira il suo capolavoro». ()[5]
- «Ambizioso e magniloquente tentativo di raccontare l'angoscia senza cause né soluzioni di questi tempi postmoderni. Unico momento di vera commozione, la visita notturna al Louvre». ()[6]
- «Un surrealismo forsennato s'alterna con l'esibizionismo gratuito». ().[7]

## Riconoscimenti
- 1993 – BAFTA Award
  - Nomination Miglior film straniero (Francia)
- 1992 – Premio César
  - Nomination Miglior attrice a Juliette Binoche
  - Nomination Miglior scenografia a Michel Vandestien

- 1992 – European Film Awards
  - Miglior attrice a Juliette Binoche
  - Miglior fotografia a Jean-Yves Escoffier
  - Miglior montaggio a Nelly Quettier
  - Nomination Miglior film
  - Nomination Miglior attore a Denis Lavant